# Кванджу
Кванджу́ (кор. 광주 [kwaŋ.dʑu]) — шестой по величине город в Республике Корея, находится в 295 км от Сеула. Будучи городом-метрополией, Кванджу не входит в состав какой-либо провинции. До 2005 года здесь распологалось правительство провинции Чолла-Намдо.

## История
Город был основан в 57 г. до н. э. Был одним из административных центров государства Пэкче. Здесь зародился стиль корейской поэзии каса.
В 1914 году город был соединён с Сеулом железной дорогой. После этого стала бурно развиваться промышленность.
В 1929 году, в период японского колониального правления, конфликт между японскими и корейскими студентами вылился в региональную демонстрацию, кульминацией которой стало большое восстание корейского народа против японцев.
В мае 1980 года в Кванджу состоялось одно из самых массовых антиправительственных выступлений в истории страны, направленное против военного правительства Чон Ду Хвана. Участники выступления более трёх суток контролировали город, выдвигая к властям страны требования провести демократизацию общества и наказать виновных в коррупции высокопоставленных чиновников; руководство страны прибегло к силе, общее число жертв составило не менее 100 человек, и по некоторым оценкам достигает 2000. Этот инцидент получил название «Восстание в Кванджу».
Начиная с 1995 года в городе проходит международная биеннале современного искусства — Биеннале в Кванджу, — самая влиятельная биеннале в азиатском регионе.

## Административное деление
Кванджу разделён на 5 муниципальных округов(«ку»), которые в свою очередь делятся на районы («тон»).
| Название | Хангыль | Ханча  |
| Пукку    | 북구    | 北區   |
| Тонку    | 동구    | 東區   |
| Квансан  | 광산구  | 光山區 |
| Намку    | 남구    | 南區   |
| Соку     | 서구    | 西區   |

## Экономика
Хорошо развита текстильная промышленность, автомобильная промышленность, пивоварение, выращивание риса.

## Транспорт

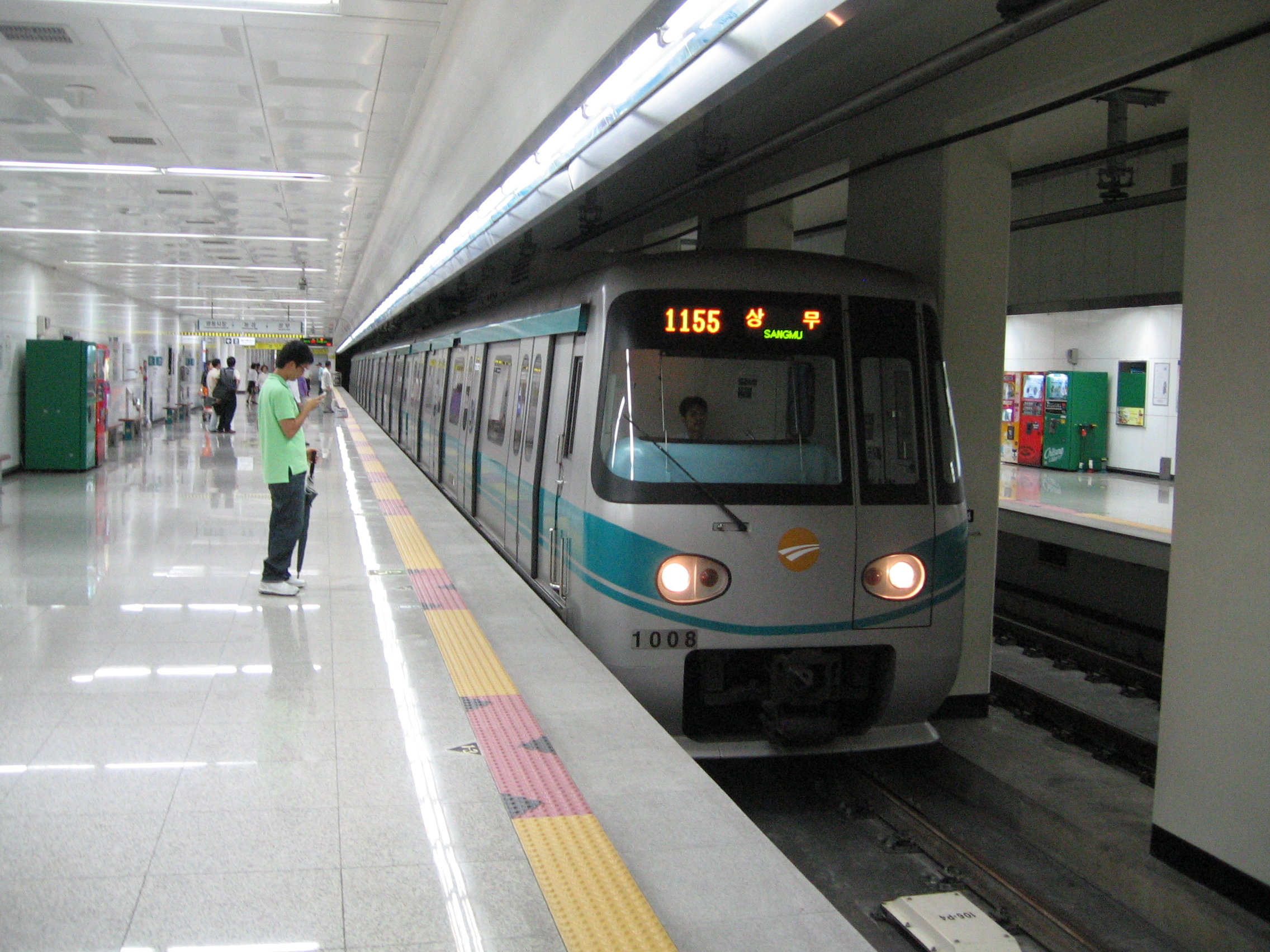
Метрополитен Кванджу

В Кванджу с 2004 года работает метрополитен.

## События
- В 1980 году прошли акции протеста, подавленные правительством. Эти события были экранизированы.
- В 2002 году Кванджу принимал 3 матча чемпионата мира по футболу.
- В 2012 году в Кванджу прошла XVII Международная астрономическая олимпиада.
- В 2015 году в Кванджу прошла летняя Универсиада.

Так же каждые 2 или 3 года в городе проводится выставка современного искусства Биеннале Кванджу.